# Torre de Dajbabska Gora
La Torre de Dajbabska Gora (en montenegrino: Торањ на Дајбабској Гори)  es una torre de control del espectro de frecuencias de radio ubicada en Dajbabska Gora, una colina al sur de Podgorica, la capital de Montenegro. Se encuentra a 55 metros de altura, y poco después de su inauguración se convirtió en uno de los lugares más populares y atracciones turísticas de la ciudad. La torre fue construida por la Agencia de Comunicaciones Electrónicas y Servicios Postales de Montenegro durante un período de 3 años, entre 2008 y 2011.